# سطح (هنرهای تجسمی)
سطح در هنرهای تجسمی مانند نقطه و خط عنصری فاقد حجم است و به صورت مثبت و منفی قابل ادراک می‌باشد.فرمول پیدا کردن سطح همان مساحت سطح است.
سطوح مثبت وابسته به احجام و اشیایی است که دارای واقعیت سه بعدی هستند مانند سیب، کره که اینگونه سطوح شامل خارجی‌ترین پوسته شیء می‌باشند که با دست قابل لمس و با چشم قابل رؤیت می‌باشد و سطح منفی فاصله میان دو حجم یا در میان شیء سه بعدی است.

## تعریف ریاضی
تعریف ریاضی و هندسی سطح عبارت است از:حرکت خط در فضا و در جهتی مخالف حرکت اصلی خود. سطح شکلی است دارای دو بعد طول و عرض. همچنین روی چیزها را سطح می‌گویند. سطح سومین عنصر تصویری و تجسمی می‌باشد.نقطه به صورت هسته و نیروی متمرکز تصویری که اولین مولد فرم وفضا تعریف می‌شود که هرگاه از یک جهت رشد نموده و حرکت نماید ایجاد خط می‌کند، همان نقطه که از تمام جهات رشد نماید و در دو بعدحرکت کند ایجاد سطح می‌نماید. برای ایجاد و القای سطح وجود حداقل سه نقطه فرضی در فضا ضروری است.

## خواص سطح
سطح دارای خواص نقطه و خط نیز می‌باشد؛ مشاهده سطح از روبرو و در حالت پرسپکتیو نمود متفاوتی از سطح به دست می‌آید وسطح از روبرو کامل تر بیان تصویری خود را نمایش می‌دهد.
هر قدر عناصر تنها و کوچک در سمت بالای SD قرار بگیرند بیشتر به حالت تفکیک شده ظاهر می‌شوند. سبکی، هدایت کننده شدت بیشتر این خاصیت درونی است. در نتیجه اشکال سنگین تر در قسمت بالای SD از وزن بیشتری برخوردارند و صدای عنصر قوی، صدایی قو تر را شامل می‌شود.
هر قدر به سمت زیرین SD نزدیک می‌شویم فضا فشرده تر و عناصر و سطوح کوچک تر در کنار یکدیگر قرارمی‌گیرند و هر کدام به دیگری نزدیک می‌شود و در نتیجه اشکال سنگین و عناصر بزرگ را با راحتی بیشتر تحمل می‌کند.
سمت چپ SD حالت سبکی، آرامش و آزادی را به ما القا می‌کند و شخصیت آن دقیقاً با حالت بالا هماهنگی دارد.
و سمت راست SD با حالت پایین شباهت دارد.